# Bohusläns Försvarsmuseum
Bohusläns Försvarsmuseum ligger på Fossum, halvcentralt i Uddevalla, och dokumenterar försvaret av Bohuslän genom tidernas lopp. Där visas vapen, uniformer och försvarsmateriel. Man bedriver även forskning och registrering av soldater, båtsmän och torpställen. På samma område finns även IK Oddevolds Thordéngården, Regementsparken och i närheten inte helt oväntat även Kungliga Bohusläns Regemente. Museet har ett soldattorp från 1795. Soldattorpet nr 57, Löfhem, kommer från Lunna rote som ingick i Livkompaniet, Solberga socken - idag Kungälvs kommun. Byggnaden uppfördes 1993 och ritades av arkitekt SAR Peter Janson.
Museet har:
- Försäljning av CD-skivor, böcker, vykort, knappar, kompanimärken m.m.
- Del av fornborg och modeller av Uddevalla Skans från år 1649 Bohus Fästning samt Backamo lägerplats.
- Dragon med utrustning från 1700-talet i full skala.
- Målningar från Karolinertiden.
- Bohusläns regemente under första och andra världskrigen samt tiden fram till 1992 då regementet avvecklades.
- Militärmusikmonter